# Edificiul Casei Naționale din Nisporeni
Edificiul Casei Naționale (în prezent, sediul Casei de cultură) este o clădire amplasată pe str. Alexandru cel Bun, 3 în Nisporeni, Republica Moldova. Este un monument arhitectural de importanță națională inclus în Registrul monumentelor Republicii Moldova ocrotite de stat cu nr. 805.1 (raionul Nisporeni). Datează din 1926.

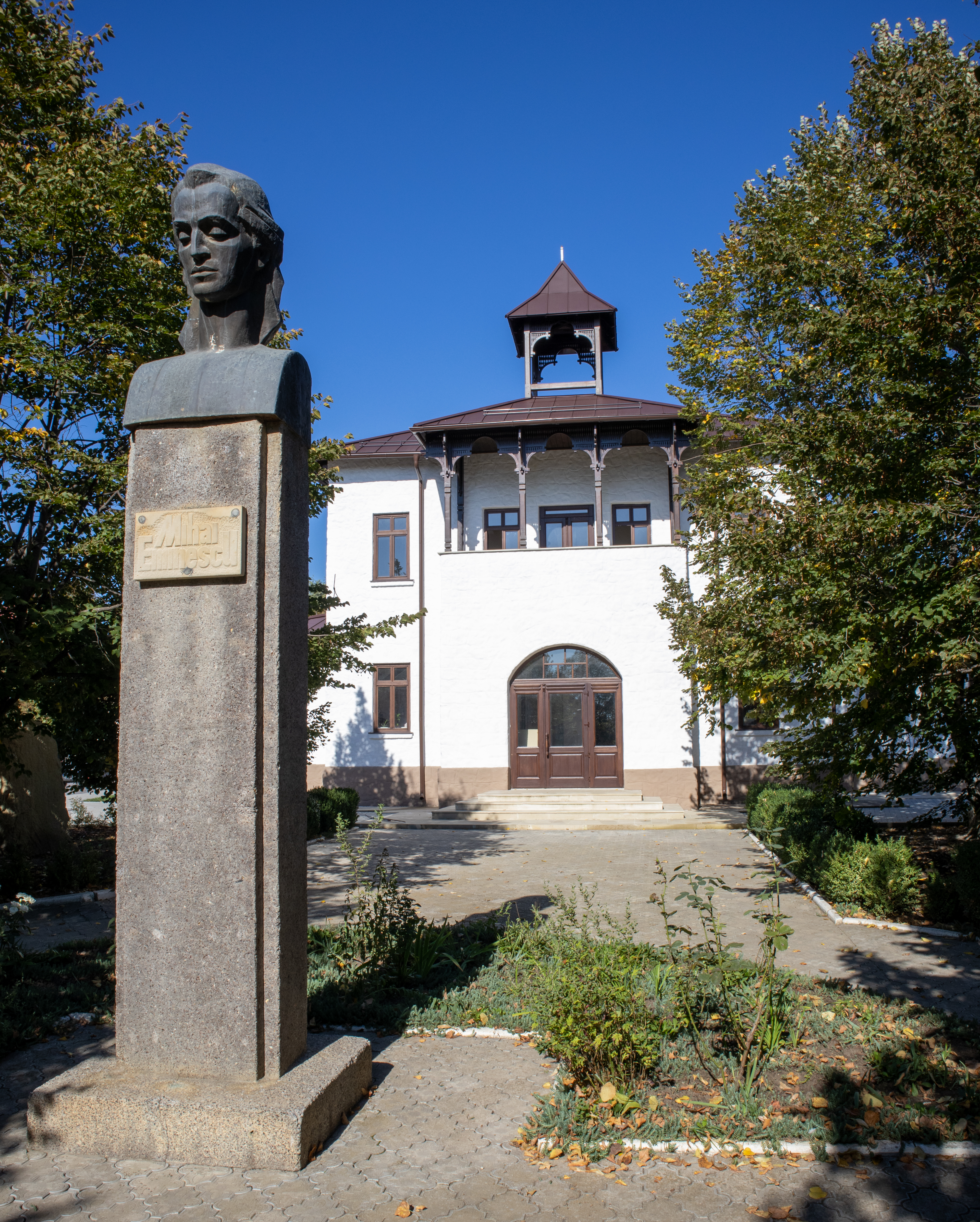
Bustul lui Mihai Eminescu în fața edificiului